# Manuel Rieder
Manuel Rieder (* 1999) ist ein Schweizer Unihockeyspieler. Er steht beim Nationalliga-A-Vertreter Chur Unihockey unter Vertrag.

## Karriere
Rieder begann seine Karriere bei Chur Unihockey. Während der Saison 2016/17 debütierte er für die erste Mannschaft Chur Unihockeys in der Nationalliga A. Den Rest der Saison spielte er in der U21-Mannschaft. Auf die Saison 2017/18 hin wurde er definitiv in das Kader der ersten Mannschaft aufgenommen.